# Serafín

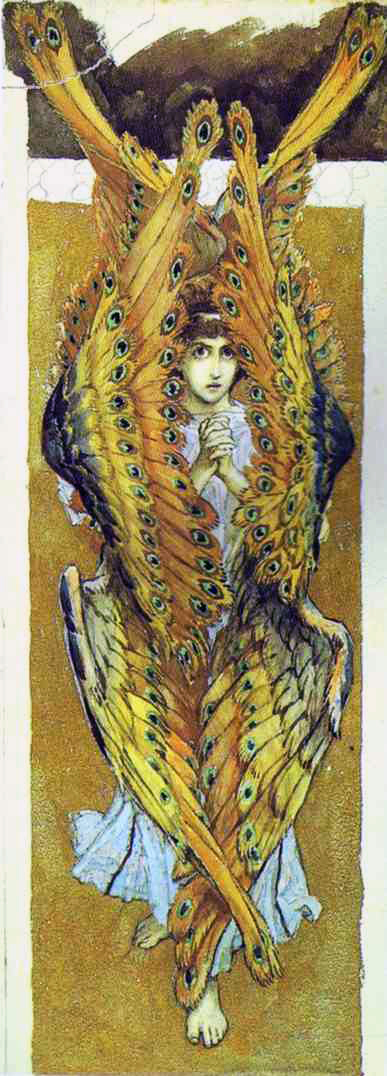
Representación de un Serafín
por Víktor Vasnetsov.

Un serafín es un tipo de ángel. Su colectivo —de acuerdo con la teología cristiana— forma el primero de los nueve coros o tipos de «espíritus bienaventurados» de la angelología católica. Pertenecen al orden más alto de la jerarquía más elevada.
Rodean el trono de Dios y están en constante alabanza cantando el trisagio hebreo Kadosh, Kadosh, Kadosh («Santo, Santo, Santo es el Señor de los Ejércitos, la tierra está llena de su Gloria»).

## Características e iconografía
En la creencia cristiana, los serafines se caracterizan por el ardor y la pureza con que aman las cosas divinas y por elevar hacia Dios a los espíritus de menor jerarquía. Se les conoce como "las flameantes llamas del rayo", "rayos de fuego del amor" o "llamas ardientes". Cantan sin cesar la música de las esferas, regulan el movimiento de los cielos y son la vibración primordial del amor.
Los serafines son seres que pueden ser vistos solo por quienes son “elevados” a una dimensión superior, es decir, un estado en el que el cielo “se abre para ellos” (Ezequiel 1:1; Ap 4:1,2; 19:11).
En los contados casos en que eso ocurre, la descripción zoomórfica que se hace de esos “ministros” de Dios serafines (semejantes a animales con seis alas —Isaías 6:2—), querubines (semejantes a animales con cuatro alas —Ez 1:6—), o arcángeles (seres en forma de antorchas —Ap 1:4; 4:5—) es representativa de las diferentes funciones que esos seres celestiales cumplen ante el Creador. 
Los gnósticos refieren que fueron los serafines en su forma de elohines o llamas quienes destruyeron Sodoma y Gomorra, bombardeando la ciudad con bolas de fuego, y son mencionados por primera vez en Hebreos, uno de los libros más antiguos del Nuevo Testamento.
La iconografía cristiana representa a los serafines como seres alados, pero con la peculiaridad de poseer tres pares de alas, el primero de los cuales tapa su rostro, ya que, tal es la luz que irradia Dios que deben proteger sus ojos. Con el segundo par de alas vuelan y el tercero cubre sus pies, pues simbolizan así la eterna humildad y amor debidos solo a Dios. En el judaísmo se presentan como serpientes doradas con seis alas que tienen el poder de sanar, acorde con la etimología de la palabra.
En resumen, los serafines son:
En el orden de su jerarquía, los primeros y los más altos.
En la alabanza a Dios, constantes.
En el trono de Dios, los más allegados.
En su amor a Dios, los más ardientes.
En sus formas, los más hermosos.
En la fuerza, los más poderosos.